# Réformes Childers

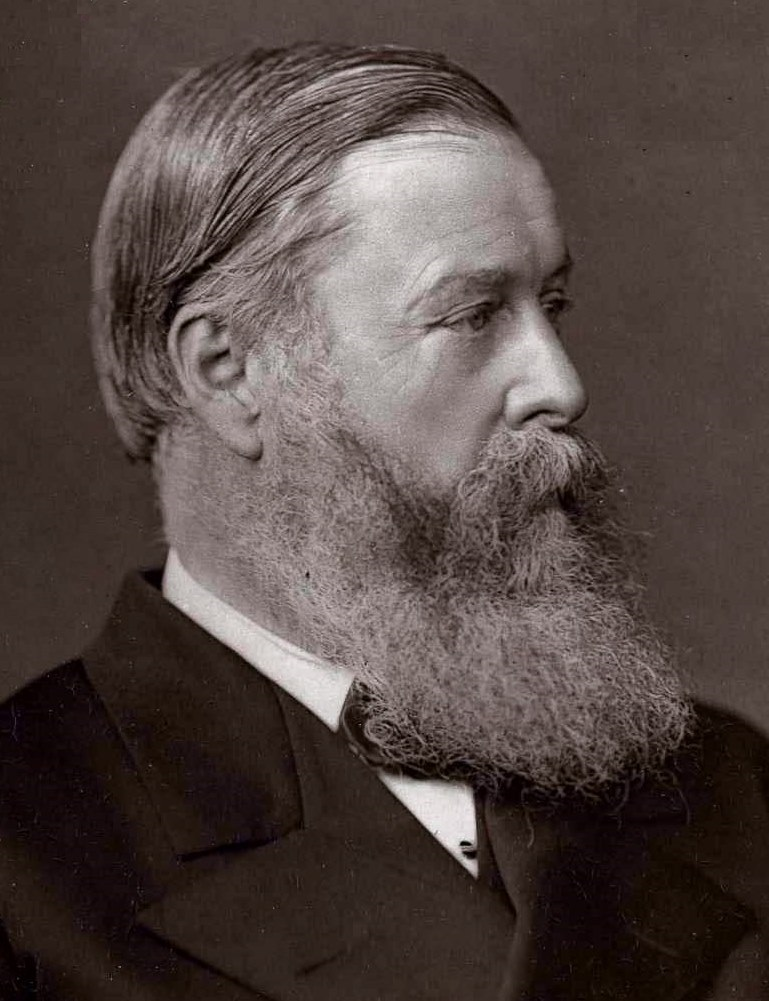
Portrait de Hugh Childers, en 1878.

Les réformes Childers (Childers Reforms en anglais) désignent une série de changements menée en 1881 par le secrétaire d'État à la Guerre Hugh Childers, réorganisant l'infanterie de l'Armée britannique.

## Contexte
Au milieu du XIXe siècle, l'Armée britannique est le sujet de plusieurs débats politiques. Si elle gagne de nombreuses guerres coloniales, la guerre de Crimée en 1854-1856 démontre qu'elle manque d'effectifs (à cause des troupes dispersées dans tout l'empire), que ses officiers généraux manquent de professionnalisme et son intendance d'efficacité. La mutinerie des troupes indiennes en 1857-1858 a comme conséquence l'intégration des troupes de la Compagnie des Indes orientales, augmentant la liste des régiments, le plus souvent composés d'un seul bataillon. Une commission est donc mandatée en 1858 pour proposer des améliorations, mais son rapport rendu en 1862 déclenche de vives oppositions.
Quand le Parti libéral gagne les élections de 1868, le nouveau premier ministre William Gladstone soutient une première série de réformes qui portent le nom du secrétaire d'État à la Guerre Edward Cardwell, de 1868 à 1874 (les Cardwell Reforms) : interdiction des châtiments corporels, amélioration du recrutement, augmentation de la solde, réduction du service militaire à six ans (permettant de disposer ensuite de réservistes), adoption du fusil Martini-Henry, abolition de l'achat des commissions par les officiers (la noblesse perd le contrôle des régiments, au profit d'un corps d'officiers moins incompétents) et recrutement régional des hommes (chaque régiment ayant un territoire de recrutement). De 1867 à 1871, l'Armée britannique se retire du Canada, de l'Australie et de la Nouvelle-Zélande, laissant à ces territoires le soin de lever leurs propres unités, ce qui libère quelques effectifs.
Après une période où le gouvernement est confié aux conservateurs (2e gouvernement Disraeli de 1874 à 1880), Gladstone et les libéraux reviennent au pouvoir en avril 1880, cette fois avec Hugh Childers comme secrétaire d'État à la Guerre. Juste après les défaites britanniques d'Isandhlwana (janvier 1879) contre les Zoulous, de Maiwand (juillet 1880) contre les Afghans et de Majuba (février 1881) contre les Boers, Childers lance une nouvelle série de réformes militaires, les Childers Reforms, par le General Order 41/1881, daté du 1er mai 1881, complété par le General Order 70/1881 du 1er juillet 1881.

## Refonte de l'organisation
Seule l'infanterie est concernée par la refonte ; la cavalerie, l'artillerie et la Garde ne sont pas touchées.
Avant cette réforme, les régiments d'infanterie étaient composés d'un ou deux bataillons d'active (regular), complétés par des régiments de milice et des bataillons de volontaires en cas de besoin. L'ensemble est réorganisé, le nombre de régiments est réduit, les bataillons de miliciens et de volontaires sont intégrés dans les régiments d'infanterie, prenant un numéro de bataillons à la suite des bataillons réguliers. Les régiments n'ont qu'une vocation administrative, les bataillons sont envoyés séparément en opération.
Tous les régiments d'infanterie perdent leur numéro, leur nom se résumant essentiellement au nom du « district régimentaire » (Regimental District) correspondant à un comté, ou une partie, ou un regroupement (la taille variant en fonction de la population). Mis à part pour les 25 premiers régiments, leur nombre est réduit en amalgamant deux régiments en un seul, avec un nouveau nom. Théoriquement, chacun des nouveaux régiments doivent comporter deux bataillons d'active (dont le premier doit être disponible en permanence pour servir outre-mer), deux de milice et un de réservistes (nombre très variable dans la pratique).
Cette refonte de l'organisation régimentaire s'accompagne d'une standardisation des couleurs distinctives des uniformes (au col et aux manches), en fonction de la nationalité : blanc pour les régiments anglais et gallois, vert pour les irlandais, jaune pour les écossais et bleu foncé pour ceux bénéficiant de la mention Royal dans leur nom.

## Nouveaux noms
La nouvelle liste des régiments d'infanterie est publiée le 1er juillet 1881, entraînant de vives réactions conservatrices, notamment parmi les militaires des régiments amalgamés.
| Avant la réforme | Après 1881                                                    |
| --- | ------------------------------------------------------------- |
| 1st (The Royal) Regiment of Foot                                                                                    | Royal Scots (Lothian Regiment)                                |
| 2nd (The Queen's Royal) Regiment of Foot                                                                            | Queen's (Royal West Surrey Regiment)                          |
| 3rd (The East Kent) Regiment of Foot                                                                                | Buffs (East Kent Regiment) (en)                               |
| 4th (The King's Own Royal) Regiment of Foot                                                                         | King's Own (Royal Lancaster Regiment) (en)                    |
| 5th Regiment of Foot (Northumberland Fusiliers)                                                                     | Northumberland Fusiliers (en)                                 |
| 6th (Royal 1st Warwickshire) Regiment of Foot                                                                       | Royal Warwickshire Regiment (en)                              |
| 7th (Derbyshire) Regiment of Foot                                                                                   | Royal Fusiliers (City of London Regiment)                     |
| 8th (The King's) Regiment of Foot                                                                                   | King's (Liverpool Regiment) (en)                              |
| 9th (The East Norfolk) Regiment of Foot                                                                             | Norfolk Regiment (en)                                         |
| 10th (The North Lincolnshire) Regiment of Foot                                                                      | The Lincolnshire Regiment                                     |
| 11th (The North Devonshire) Regiment of Foot                                                                        | Devonshire Regiment                                           |
| 12th (The East Suffolk) Regiment of Foot                                                                            | Suffolk Regiment (en)                                         |
| 13th (1st Somersetshire)(Prince Albert's Light Infantry) Regiment of Foot                                           | Prince Albert's (Somersetshire Light Infantry)                |
| 14th (Buckinghamshire, The Prince of Wales's Own) Regiment of Foot                                                  | Prince of Wales's Own (West Yorkshire Regiment)               |
| 15th (The Yorkshire East Riding) Regiment of Foot                                                                   | East Yorkshire Regiment                                       |
| 16th (The Bedfordshire) Regiment of Foot                                                                            | Bedfordshire Regiment (en)                                    |
| 17th (The Leicestershire) Regiment of Foot                                                                          | Leicestershire Regiment (en)                                  |
| 18th (The Royal Irish) Regiment of Foot                                                                             | The Royal Irish Regiment (en)                                 |
| 19th (The 1st Yorkshire North Riding - Prince of Wales's Own) Regiment of Foot                                      | Princess of Wales's Own (Yorkshire Regiment) (en)             |
| 20th (The East Devonshire) Regiment of Foot                                                                         | Lancashire Fusiliers                                          |
| 21st (Royal Scots Fusiliers) Regiment of Foot                                                                       | Royal Scots Fusiliers                                         |
| 22nd (The Cheshire) Regiment of Foot                                                                                | Cheshire Regiment (en)                                        |
| 23rd Regiment of Foot (Royal Welsh Fusiliers)                                                                       | Royal Welch Fusiliers                                         |
| 24th (The 2nd Warwickshire) Regiment of Foot                                                                        | South Wales Borderers                                         |
| 25th (The York) Regiment of Foot (King's Own Borderers)                                                             | The King's Own Borderers                                      |
| 26th (The Cameronians) Regiment of Foot 90th Regiment of Foot (Perthshire Volunteers) (Light Infantry)              | The Cameronians (Scotch Rifles)                               |
| 27th (Inniskilling) Regiment of Foot 108th Regiment of Foot (Madras Infantry)                                       | Royal Inniskilling Fusiliers (en)                             |
| 28th (North Gloucestershire) Regiment of Foot 61st (South Gloucestershire) Regiment of Foot                         | Gloucestershire Regiment                                      |
| 29th (Worcestershire) Regiment of Foot 36th (Herefordshire) Regiment of Foot                                        | Worcestershire Regiment                                       |
| 30th (Cambridgeshire) Regiment of Foot 59th (2nd Nottinghamshire) Regiment of Foot                                  | East Lancashire Regiment (en)                                 |
| 31st (Huntingdonshire) Regiment of Foot 70th (Surrey) Regiment of Foot                                              | East Surrey Regiment (en)                                     |
| 32nd (Cornwall Light Infantry) Regiment of Foot 46th (South Devonshire) Regiment of Foot                            | Duke of Cornwall's Light Infantry                             |
| 33rd (The Duke of Wellington's) Regiment of Foot 76th Regiment of Foot                                              | Duke of Wellington's (West Riding Regiment) (en)              |
| 34th (Cumberland) Regiment of Foot 55th (Westmorland) Regiment of Foot                                              | Border Regiment                                               |
| 35th (Royal Sussex) Regiment of Foot 107th Regiment of Foot (Bengal Light Infantry)                                 | Royal Sussex Regiment (en)                                    |
| 37th (North Hampshire) Regiment of Foot 67th (South Hampshire) Regiment of Foot                                     | Hampshire Regiment                                            |
| 38th (1st Staffordshire) Regiment of Foot 80th (Staffordshire Volunteers) Regiment of Foot                          | South Staffordshire Regiment (en)                             |
| 39th (Dorsetshire) Regiment of Foot 54th (West Norfolk) Regiment of Foot                                            | Dorsetshire Regiment (en)                                     |
| 40th (2nd Somersetshire) Regiment of Foot 82nd (The Prince of Wales's Volunteers) Regiment of Foot                  | Prince of Wales's Volunteers (South Lancashire Regiment) (en) |
| 41st (The Welsh) Regiment of Foot 69th (South Lincolnshire) Regiment of Foot                                        | Welsh Regiment (en)                                           |
| 42nd (Royal Highland) Regiment of Foot, The Black Watch 73rd (Perthshire) Regiment of Foot                          | Black Watch (Royal Highlanders)                               |
| 43rd (Monmouthshire) Regiment of Foot 52nd (Oxfordshire) Regiment of Foot                                           | Oxfordshire Light Infantry                                    |
| 44th (East Essex) Regiment of Foot 56th (West Essex) Regiment of Foot                                               | Essex Regiment                                                |
| 45th (Nottinghamshire) Regiment of Foot 95th (Derbyshire) Regiment of Foot                                          | Sherwood Foresters (Derbyshire Regiment) (en)                 |
| 47th (The Lancashire) Regiment of Foot 81st (Loyal Lincoln Volunteers) Regiment of Foot                             | frLoyal North Lancashire Regiment (en)                        |
| 48th (The Northamptonshire) Regiment of Foot 58th (Rutlandshire) Regiment of Foot                                   | Northamptonshire Regiment                                     |
| 49th (Princess Charlotte of Wales's) (Hertfordshire) Regiment of Foot 66th (Berkshire) Regiment of Foot             | Princess Charlotte of Wales's (Berkshire Regiment)            |
| 50th (The Queen's Own) Regiment of Foot 97th (The Earl of Ulster's) Regiment of Foot                                | Queen's Own (Royal West Kent Regiment) (en)                   |
| 51st Regiment of Foot (King's Own Light Infantry) 105th Regiment of Foot (Madras Light Infantry)                    | The King's Own Light Infantry (South Yorkshire Regiment) (en) |
| 53rd (The Shropshire) Regiment of Foot 85th (The King's Light Infantry) Regiment of Foot                            | The King's Light Infantry (Shropshire Regiment) (en)          |
| 57th (The West Middlesex) Regiment of Foot 77th (The East Middlesex) Regiment of Foot                               | The (Duke of Cambridge's Own) Middlesex Regiment (en)         |
| 60th (The King's Royal Rifle Corps) Regiment of Foot                                                                | King's Royal Rifle Corps                                      |
| 62nd (Wiltshire) Regiment of Foot 99th Duke of Edinburgh's (Lanarkshire) Regiment of Foot                           | The (Duke of Edinburgh's) Wiltshire Regiment (en)             |
| 63rd (The West Suffolk) Regiment of Foot 96th Regiment of Foot                                                      | Manchester Regiment                                           |
| 64th (2nd Staffordshire) Regiment of Foot 98th (The Prince of Wales's) Regiment of Foot                             | The (Prince of Wales's) North Staffordshire Regiment (en)     |
| 65th (2nd Yorkshire, North Riding) Regiment of Foot 84th (York and Lancaster) Regiment of Foot                      | The York and Lancaster Regiment (en)                          |
| 68th (Durham) Regiment of Foot (Light Infantry) 106th Regiment of Foot (Bombay Light Infantry)                      | Durham Light Infantry                                         |
| 71st (Highland) Regiment of Foot (Light Infantry) 74th (Highland) Regiment of Foot                                  | Highland Light Infantry                                       |
| 72nd (Duke of Albany's Own Highlanders) Regiment of Foot 78th (Highlanders) Regiment of Foot (The Ross-shire Buffs) | Seaforth Highlanders (Duke of Albany's/Ross-shire Buffs)      |
| 75th (Stirlingshire) Regiment of Foot 92nd (Gordon Highlanders) Regiment of Foot                                    | Gordon Highlanders                                            |
| 79th (The Queen's Own Cameron Highlanders) Regiment of Foot                                                         | Queen's Own Cameron Highlanders                               |
| 83rd (County of Dublin) Regiment of Foot 86th (Royal County Down) Regiment of Foot                                  | Royal Irish Rifles                                            |
| 87th (Royal Irish Fusiliers) Regiment of Foot 89th (The Princess Victoria's) Regiment of Foot                       | Princess Victoria's (Royal Irish Fusiliers)                   |
| 88th Regiment of Foot (Connaught Rangers) 94th Regiment of Foot                                                     | Connaught Rangers (en)                                        |
| 91st (Princess Louise's Argyllshire) Regiment of Foot 93rd (Sutherland Highlanders) Regiment of Foot                | Princess Louise's (Argyll and Sutherland Highlanders)         |
| 100th (Prince of Wales's Royal Canadians) Regiment of Foot 109th Regiment of Foot (Bombay Infantry)                 | Prince of Wales's Leinster Regiment (Royal Canadians)         |
| 101st Regiment of Foot (Royal Bengal Fusiliers) 104th Regiment of Foot (Bengal Fusiliers)                           | Royal Munster Fusiliers (en)                                  |
| 102nd Regiment of Foot (Royal Madras Fusiliers) 103rd Regiment of Foot (Royal Bombay Fusiliers)                     | Royal Dublin Fusiliers                                        |
| Rifle Brigade (Prince Consort's Own)                                                                                | The Prince Consort's Own Rifle Brigade                        |
| 1st West India Regiment                                                                                             | 1st West India Regiment                                       |
| 2nd West India Regiment                                                                                             | 2nd West India Regiment                                       |

## Conséquences
L'organisation mise en place en 1881 perdure jusqu'au milieu du XXe siècle. La seconde guerre des Boers (1899-1902) met en lumière le manque d'effectif de l'Armée britannique, l'armée de Childers ne pouvant envoyer que l'équivalent d'un seul corps d'armée sans réduire ses garnisons outre-mer, d'où dans un premier temps la création de plusieurs nouveaux bataillons réguliers (d'active) au sein des régiments. Les réformes Haldane de 1907, créant la Territorial Force, permettent de libérer assez de bataillons pour autoriser en août 1914 l'envoi d'un petit Corps expéditionnaire britannique composé de deux corps d'armée (soit quatre divisions d'infanterie).
Les deux conflits mondiaux entraînent une très forte augmentation des effectifs de l'armée, par création d'un grand nombre de bataillons supplémentaires au sein des régiments, notamment ceux ayant un district de recrutement très urbanisé. Le retour au temps de paix entraîne la dissolution des bataillons surnuméraires.
En 1921, les régiments de cavalerie sont à leur tour amalgamés deux à deux pour la majorité d'entre-eux (le combat à cheval ayant perdu sa pertinence) ; quelques régiments d'infanterie complétèrent leur nom avec l'apport d'un Royal. En 1922, la fondation de l'État libre d'Irlande a pour conséquence la suppression des cinq régiments irlandais casernés dans la partie sud de l'île : les Connaught Rangers, Leinster Regiment, Royal Dublin Fusiliers, Royal Irish Regiment et Royal Munster Fusiliers. Le nombre de régiments est réduit en 1957 et 1966 (Defence White Paper) avec deux séries d'amalgames de régiments, puis de façon plus radicale en 1990 (Options for Change) et 2003 (Delivering Security in a Changing World) pour tenir compte de l'évolution du contexte, la fin de la guerre froide autorisant d'importantes réductions d'effectifs.